# Line array

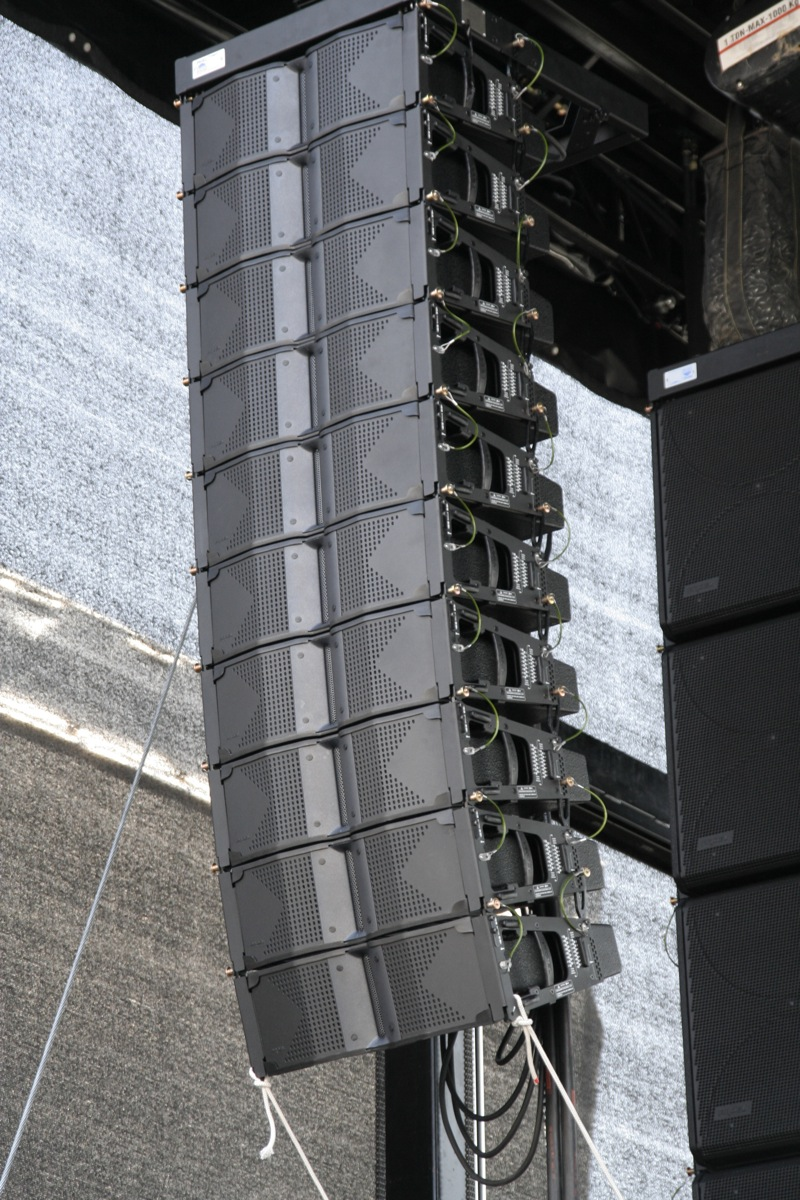
Un Line Array.

Un line array es un sistema de altavoces que se compone de una serie de unidades idénticas acoplados entre sí en una estructura en línea y alimentados en fase, que crean una fuente cuasi-lineal de sonido. La distancia entre los conductores de un lado están lo suficientemente cerca para que interfieran constructivamente entre sí, para enviar ondas de sonido mejores que los altavoces tradicionales, y con un patrón de salida de una distribución más uniforme de sonido.
Line array se pueden orientar en cualquier dirección, pero su uso principal es de cara al público en arreglos verticales que proporcionan un patrón vertical de salida muy estrecha ,útil para enfocar el sonido a un público sin perder la energía de salida en el techo o el vacío por encima de la audiencia. Una amplia línea vertical que muestra un patrón horizontal normalmente en toda la unidad para el suministro de sonido, para la mayoría de la audiencia en los conciertos.
Las matrices de la línea horizontal, por el contrario, tienen un patrón horizontal de salida muy estrecha y un patrón vertical de altura. Una fila de los subwoofers a lo largo del borde delantero del escenario de un concierto puede comportarse como una amplia línea horizontal a menos que, la señal que les fuese facilitada y ajustada (en diferido, polarizado o ecualizado) para formar el patrón de otra manera. El altavoz puede ser diseñado para ser desplegado horizontalmente sin comportarse como una fuente de la línea horizontal.
El moderno line array puede utilizar los controladores por separado para separar alta, media y baja frecuencia. Para el origen de la línea de trabajo, los controladores en cada banda de frecuencias tienen que estar en una línea. Por lo tanto, cada recinto debe estar diseñado en estrecha colaboración para formar columnas compuestas de controladores de los altavoces en alta, mediana y baja frecuencia. Al aumentar el número de conductores en cada recinto aumenta el rango de frecuencia y el nivel máximo de presión sonora, mientras que la adición de cajas adicionales a la matriz, también disminuirá la frecuencia en la que la matriz logra un patrón de dispersión direccional.
El line array de gran formato se ha convertido en el estándar para grandes salas de conciertos y festivales al aire libre, donde estos sistemas se puede volar (elevar del suelo) de una viga estructural, la torre de apoyo en tierra o de una torre de altura de bastidor.  Ya que el aparejo cuelga de un punto solo, es más conveniente para reunirlos y cablearlos que otros métodos de orden de altavoces. La parte inferior del line array es generalmente curva hacia atrás para aumentar la dispersión en la parte inferior de la matriz y permiten que el sonido llegue a más miembros de la audiencia.
Por lo general, los gabinetes utilizados en los arreglos lineales son trapezoidales, conectados entre sí por el hardware especializado para estos equipos.

## Historia
Las primeras teorías extraídas del efecto line array (sin ser en el campo del sonido) fueron definidas por Fresnel, que demostró que dos rayos de luz polarizados en el mismo plano se interfieren, pero no ocurre lo mismo si están polarizados perpendicularmente entre sí. Esto le llevó a la idea de que debía ocurrir algo en la dirección perpendicular o la propagación de un rayo de luz polarizada y que ese "algo" no puede ser más que la propia "vibración" (comportamiento como onda) luminosa.
Conclusión: las vibraciones en la luz no pueden ser longitudinales sino perpendiculares a la dirección de programación, es decir, transversales.
El efecto de reducción del haz con el incremento de la frecuencia en los line array se demostró por primera vez por un pionero en la acústica, Harry Olson. Publicó sus conclusiones en 1957, en el texto "Ingeniería Acústica".  Olson utilizó conceptos de line array para desarrollar una columna de altavoces (alineados verticalmente y encapsulados en un único recinto), que producían un patrón estrecho en la dirección vertical, pero con una distribución horizontal muy amplia y definida, dentro de las gamas medias del sonido. Los line array han existido durante más de medio siglo, pero hasta hace poco estaban dedicados exclusivamente a las frecuencias de voz únicamente. La aplicación de estos se limitaba a los espacios muy reverberantes donde un diseño vertical estrecho evitaba excitar el campo reverberante.
Un line array multibanda orientado horizontalmente para un recinto  fue sugerido por José D'Appolito en 1983. Hasta que en 1992 el Dr. Christian Heil presentó en la AES (Audio Engineering Society) el estudio: “Fuentes sonoras irradiadas por unidades múltiples de sonido”, que fue el punto de arranque para el line array V-DOSC de L-Acoustics que mostró al mundo de los conciertos que un sonido más nivelado y con más suavidad en la respuesta de frecuencia se puede conseguir con menos cajas de line array.
En cuanto los técnicos de sonido se dieron cuenta de que no hay interferencia destructiva en el plano horizontal y que las ondas se combinan sobre todo en fase en el plano vertical, se dio el pistoletazo de salida para la carrera entre fabricantes de altavoces.

## Teoría
Los line array crean un frente de onda cilíndrica en campo cercano, que proporciona 3 dB al duplicar la distancia debido a la combinación de frecuencias en fase. Esto es más prominente en las frecuencias altas, ya que crean más interferencias que las frecuencias bajas, debido a las longitudes de onda más cortas. Pero con el tiempo, el frente de onda se convertirá de cilíndrico a esférico; esto se conoce como el campo lejano. Cuando el límite de campo lejano se cruza, la interferencia se ha reducido lo suficiente para que el SPL (Sound Pressure Level o Nivel de Presión Acústica-) se reduzca en 6 dB al duplicar la distancia. Esto está en oposición a la fuente puntual que irradia en una onda esférica y que sufre 6 dB SPL de caída.
El patrón de interferencia es el término que se aplica al patrón de dispersión de un line array. Esto significa que cuando la pila de altavoces está en posición vertical, el ángulo de dispersión vertical disminuye porque los controladores (altavoces o "drivers") individuales están fuera de fase uno con respecto al otro como para que se puedan escuchar en las posiciones que se encuentran fuera de eje en el plano vertical. Se dice que cuanto más estrecho es la dispersión vertical, mayor será la sensibilidad en el eje.
Un conjunto vertical de altavoces tendrá el mismo patrón de polarización horizontal que un solo altavoz.
Además de la cobertura vertical estrecha, la longitud del array (matriz) también desempeña un papel en el que las longitudes de onda se verán afectadas por esta reducción de la dispersión. Cuanto más largo sea el array, menor será el patrón de frecuencia de control. En las frecuencias por debajo de 100 Hz (longitud de onda de 3,4 m.) los altavoces en línea amplia comenzarán a ser omnidireccionales, por lo que el sistema no se conformará con la teoría del line array en todas las frecuencias.
En teoría, es posible construir un line array que siga la teoría en las frecuencias bajas. Sin embargo, la matriz requeriría más de 1000 altavoces de 15”, espaciados 50,8 cm de centro a centro, para hacerlo. Por encima de 400 Hz los conos de baja frecuencia serán direccionales, saltándose una vez más los supuestos de la teoría, y en las frecuencias altas, muchos sistemas de uso práctico son fabricados con direccionalidad de onda, cuyo comportamiento no se puede describir utilizando la teoría clásica de line array.
En resumen, la geometría de los órdenes (en su aplicación al mundo real) del line array de audio es demasiado complicada para ser modelada con precisión por la teoría "pura" del line array.

## Las altas frecuencias
En la práctica los sistemas de line array actúan como fuentes de línea sólo en bajas y medias frecuencias. Para las frecuencias altas, se emplea otro método para alcanzar las características direccionales que coinciden con las de los bajos y medios. El método más práctico para los sistemas de refuerzo es el uso de guías de ondas (horns), junto a los motores de compresión. Cada bocina debe tener una dispersión muy estrecha en vertical y amplia en horizontal.
En lugar de utilizar la interferencia constructiva y destructiva, los horns logran direccionalidad al reflejar el sonido en un patrón de cobertura especificado. En un sistema line array adecuadamente diseñado, el patrón debe ser igual a la de baja frecuencia característica direccional de la matriz. Si, por ejemplo, la dispersión vertical de la matriz es de 60 grados y hay 12 cajas, cada horn debe contar con 5 grados de cobertura vertical. (Cobertura vertical estrecha que tiene la ventaja de que reduce al mínimo múltiples llegadas, lo que perjudicaría la inteligibilidad.) Si esto se logra, entonces los elementos de la guía de onda puede ser integrada en el line array con una ecualización adecuada y crossovers, el haz de las frecuencias altas y la interferencia constructiva de las bajas frecuencias se puede hacer para alinear de manera que el sistema resultante proporciona una cobertura consistente.

## Configuraciones
El problema con las matrices al curvarlas es que no se adaptan muy bien a la sede del promedio. Mientras que la mitad inferior se angularía hacia abajo para proporcionar una cobertura adicional en lugares cercanos a la parte delantera del escenario, la mitad superior se dirige hacia arriba en el techo y parte lejana al escenario.
Además, el problema con la recta de los line array es que el rayo es demasiado estrecho en frecuencias altas. Una solución para utilizar las mejores características de ambas matrices es utilizar un 'J' array.
Este se compone de una porción de línea recta y una porción curva, normalmente en la parte inferior. Esto proporciona un componente de largo alcance en línea recta para las personas relativamente lejos, mientras que la curva en la parte inferior actúa como relleno para la zona debajo de la matriz que de otro modo serían olvidadas.
Los spiral arrays son el desarrollo próximo de los J-arrays, y tienen una respuesta de frecuencia superior debido a su patrón polar similar en las frecuencias cambiantes, mientras que todavía conserva el largo alcance y relleno de beneficios que los J-arrays ofrecen.
El concepto es que los spiral arrays curvan todo el camino a lo largo de la matriz, pero la curva es progresiva. Esto significa que la parte superior de la matriz es casi recta con ángulos de 1° entre cajas, y aumenta en la parte inferior de entre 6° y 10°. Una amplia espiral bien diseñada podría tener un patrón de directividad casi constante con la frecuencia, con algunos pequeños lóbulos expuesto a bajas frecuencias. 
Podemos calcular los criterios para construir un array lineal de las siguientes maneras: Para establecer la relación entre la distancia mínima a los oyentes, las dimensiones verticales de cada cubículo y el ángulo máximo admisible entre ellos, podemos utilizar la siguiente fórmula:
Distancia mínima D = h / sen(θ/2)
Donde: D es la distancia mínima a los oyentes, h es la dimensión vertical de cada aula, θ es el ángulo máximo admisible entre aulas. En esta fórmula, utilizamos la mitad del ángulo (θ/2) porque el ángulo entre los cubículos se mide desde el eje del array al eje del cubículo. Es importante que el ángulo (θ) se exprese en radianes al utilizar esta fórmula. Esta fórmula puede ayudar a determinar la distancia mínima, dadas las dimensiones verticales de cada cubículo y el ángulo máximo permisible entre ellos. Traducción realizada con la versión gratuita del traductor

## Diseño y montaje

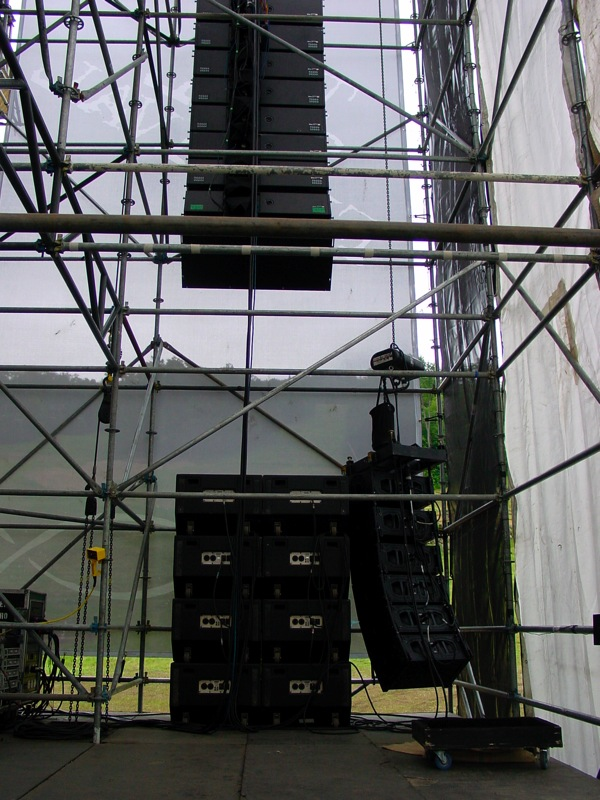
Dos tipos de line array más un bloque de subwoofers

Los grandes formatos de line array están diseñados para grandes salas o festivales al aire libre. Estos cuadros suelen incluir múltiples alineaciones verticales, controladores de compresión de alta frecuencia y de rango medio y varios controladores de bajas frecuencias dispuestos simétricamente alrededor del motor de compresión.
El altavoz de baja frecuencia es de 15” o 18”  de diámetro. los formatos medios de line array suelen ser de dos o tres vías y el uso de 10” o 12”  de altavoces de baja frecuencia. La cobertura horizontal es típicamente de 90 grados de ancho, pero algunos sistemas emplean una cobertura más estrecha en cajas de la parte superior o más amplia en la parte inferior del array.
El uso de un marco de transición (que se alinea el aparejo en sistemas diferentes), los ingenieros de sistema a veces pueden colgar un cuadro de formato medio por debajo de un cuadro de gran formato para cubrir a los miembros más cercanos de la audiencia. Las cajas de altavoces de diferentes fabricantes no se mezclan porque cada sistema tiene una particular, que puede ser común a un solo fabricante.
Los fabricantes suelen proporcionar una hoja de cálculo o un programa personalizado para el diseño de los arrays. Los ejemplos incluyen L-Acoustics SoundVision, Adamson Shooter, Electro-Voice LAPS (Line Array software de predicción) y JBL Vertec Line Array Calculadora. Renkus Heinz ofrece un programa llamado EaseFocus. Es similar al EASE, pero solo tiene características específicas y los cálculos de line arrays. EaseFocus tiene datos para un gran número de fabricantes que permite la comparación de varios sistemas de altavoces. Meyer Sound ofrece una solución diferente, proporcionando un line array llamado MAPP Online Pro.
El proceso de diseño se inicia mediante la introducción de las dimensiones de la habitación y el nivel necesario de presión sonora. Entonces, el programa sugiere el número y disposición de las cajas. Por otra parte, algunos programas requieren que indique el número de cajas y se calculan los niveles de presión de sonido resultante en diferentes partes de la habitación.